# سلوك جماعي
السلوك الجماعي مصطلح في علم الاجتماع يشير إلى كيفية سلوك الأفراد عندما يكونون في حُشود جماهيرية كبيرة ومجموعات كبيرة أخرى غير منظمة نسبيًا. ومن أمثلة هذا السلوك الوَلَع الذي يستحوذ على الجماهير فترة مؤقتة من الزمن ثم يمضي، وكذلك الرعب أو الهلع، والشغب. وينشأ هذا السلوك الجماعي عادة في المواقف التي تثير عواطف الناس كالمنافسات الرياضية، ومظاهرات الاحتجاج، والكوارث.
يتصف معظم السلوك الجماعي بالتهوُّر، ولا يكون مخطَّطًا له، كما أنه لايستغرق وقتًا طويلاً. بناءً على ذلك، فإنه يختلف عن أنماط السلوك التي يمكن التنبؤ بها والتي تدوم فترات طويلة، مثل تلك التصرفات التي تقوم بها المجموعات الرياضية، والأندية الاجتماعية. لكننا نجد أن بعض أنواع السلوك الجماعي توافق نمط الهياكل الاجتماعية المنظمة؛ فعلى سبيل المثال، نجد أن الأحزاب السياسية المنظمة أو الحركات الاجتماعية قد تستخدم التظاهرات الجماهيرية وسيلة لإحداث تغيير اجتماعي تكون قد خطَّطت له.
لم يكن العلماء قبل حلول القرن العشرين يعرفون إلا القدر اليسير عن القوى التي تؤثِّر في السلوك الجماعي. وخلال تسعينيات القرن التاسع عشر، أجرى جوستاف لوبون ـ الطبيب وعالم الاجتماع الفرنسي ـ واحدة من أولى الدراسات النفسية على الحشود. وقد أدخل كلٌ من عالمي الاجتماع الأمريكيين روبرت بارك وإرنست بيرجيس مصطلح السلوك الجماعي لأول مرة في كتابهما مقدمة لعلم الاجتماع(1921م).
ونظرًا لأن السلوك الجماعي يحدث في أشكال كثيرة متباينة، لم يستطع علماء الاجتماع الوقوف إلا على نتائج قليلة عن منشئه وتطوُّره وما يترتب عليه من تبعات.